# Diário de Natal
O Diário de Natal foi um jornal matutino brasileiro da cidade de Natal, no estado do Rio Grande do Norte. A partir de 2009, o jornal tem sido impresso na sede regional do grupo a qual o jornal pertence, na cidade do Recife, mas a produção jornalística e edição permanecem em sua redação, localizada em São Gonçalo do Amarante. Com o processo de reestruturação realizado em 2009, vários cargos na redação do jornal foram extintos e houve uma demissão em massa inesperada.
Naquele momento, o conteúdo do jornal não se mostrava competitivo diante do seu principal concorrente, Tribuna do Norte. Muitos jornalistas trabalhavam na redação do jornal e ao mesmo tempo exerciam a função de assessor de imprensa no contraturno, o que, por vezes, levava a interferência no conteúdo do periódico em favor dos seus assessorados. Tal prática foi fator decisório para a escolha de quem seria demitido.
Com a reestruturação em 2009, o jornal passou a adotar o formato berliner. A sua versão dominical, O Poti, foi suspensa. Mesmo com todas as mudanças, o jornal acumulou dívidas e não tinha recuperado a competitividade de outrora. Para se ter ideia do potencial do Diário de Natal, na década de 1970, o impresso chegou a ter um tiragem diária de 30 mil exemplares numa Natal que àquela época tinha pouco mais de 200 mil habitantes. Antes de sua extinção, o jornal diário mais vendido da cidade não chegava a 8 mil exemplares, embora a população tenha crescido bastante (existem cerca de 800 mil habitantes só no município de Natal de acordo com o IBGE).
Críticos analisam que, em 2011, o conteúdo do jornal começara a ter uma leve recuperação no que diz respeito à qualidade. Financeiramente, a ligeira recuperação só aconteceu em 2012, mas já era tarde demais - pelos menos na visão dos Diários Associados.
O Diário de Natal também se constituiu como uma escola de jornalismo do Rio Grande do Norte, dos quais os grandes profissionais passaram pelo jornal. Vale lembrar que no ano da mais recente reestruturação (2009) surgiu um novo concorrente na capital potiguar: Novo Jornal. O periódico recém-nascido acolheu parte dos profissionais demitidos do Diário, mas também profissionais que por decisão própria optaram por um novo desafio. Convém ressaltar que em outros veículos da cidade (incluindo TVs, rádios e portais) existem profissionais que tiveram a sua primeira experiência profissional no septuagenário diário natalense.
Ele pertenceu aos Diários Associados. Sua data de fundação foi 18 de setembro de 1939. Era o mais antigo jornal impresso em circulação na capital potiguar. No dia 2 de outubro de 2012, o grupo Associados de Pernambuco decretou seu fim.

## O Poti
Jornal criado em 29 de Julho de 1954, circulava durante as manhãs, enquanto o Diário de Natal circulava à tarde. Depois, em 1958, O Poti passou a ser um jornal semanal, a edição do Diário de Natal aos domingos.
Com a compra do Diário de Natal pelo Grupo Diários Associados, o titulo parou de circular sendo que a sua ultima edição circulou em 3 de Maio de 2009.
Após pedidos da sociedade natalense, o Diários Associados decidiu retornar com O Poti, aos domingos. A primeira edição após o retorno foi publicada no dia 20 de Março de 2011. O grupo Associados no Recife decretou o fim do jornal que teve sua última edição em 30 de setembro de 2012

## DN Online
Foi um portal de noticias criado pelo Diário de Natal, sendo um dos mais importantes do Rio Grande do Norte. Após alguns meses do fim do Diário de Natal, o Grupo Diários Associados encerrou as atividades do portal em 2012.

## Prêmios
Prêmio Vladimir Herzog
Prêmio Vladimir Herzog de Fotografia
| Ano  | Obra                                      | Veículo de mídia            | Autor        | Resultado |
| ---- | ----------------------------------------- | --------------------------- | ------------ | --------- |
| 2007 | "PMs reagem com força à ação de bandidos" | Diário de Natal/O Poti (RN) | Eduardo Maia | Venceu    |